# Xestia inuitica
Xestia inuitica (Ксестія інуїтська) — вид метеликів родини Совки (Noctuidae). Вид зустрічається на півночі Північної Америки у тундрах Аляски та Північної Канади та на північному сході Росії. Типовим біотопом, де проживає цей вид, є тундра.